# Zamboanga del Norte
Koordinaten: 7° 58′ N, 122° 24′ O
Zamboanga del Norte ist eine Provinz auf der Insel Mindanao im Süden der Philippinen. Sie nimmt den nordwestlichen und nördlichen Teil der Zamboanga-Halbinsel ein, die Hauptstadt ist das im Norden der Provinz gelegene Dipolog City. 
Zamboanga del Norte gehört zur Region IX, Zamboanga Peninsula.

## Geographie
Begrenzt wird Zamboanga del Norte im Norden und Westen von der Sulusee, im Nordosten von der Provinz Misamis Occidental, im Südosten von Zamboanga del Sur und Zamboanga Sibugay. Ganz im Süden grenzt das Stadtgebiet von Zamboanga City, die politisch keiner Provinz angehört. Die Provinz Zamboanga del Norte nimmt eine Fläche von 6.618 Quadratkilometern ein. 
Die meisten Landesteile entlang der Küstenlinie sind landwirtschaftlich erschlossen. Der gesamte Küstenabschnitt erstreckt sich vom Norden bis zu seinem südlichen Ausläufer auf über 400 Kilometern.

## Demographie und Sprache
Die Einwohnerzahl der Provinz Zamboanga del Norte lag bei der Volkszählung aus dem Jahr 2000 bei 823.130. Statistisch kommen 124 Einwohner auf einen Quadratkilometer. Damit hat die Provinz den 27. Rang sowohl bei der Einwohnerzahl als auch bei der Bevölkerungsdichte des Landes inne.
Der am meisten verbreitete Dialekt ist Cebuano. Er wird von 77,3 % der Bevölkerung gesprochen. Daneben werden die Amtssprachen Englisch und Filipino an den Schulen gelehrt und aufgrund des relativ hohen Grades an Alphabetisierung (94 %) von der Bevölkerung mehrheitlich beherrscht. Zudem leben, speziell in den höher gelegenen Gebieten im südlichen Teil der Provinz, eine Reihe von ursprünglichen Dialekten wie Subanon (15,2 %) weiter.

## Verwaltungsgliederung
Zamboanga del Norte ist gegliedert in 25 eigenständig verwaltete Gemeinden und zwei Städte. Die Städte Dipolog City und Dapitan City liegen beide an der Küste im nördlichen Provinzgebiet und stehen zudem in unmittelbarer Nachbarschaft. Die 25 Gemeinden sind in insgesamt 691 Baranggays (Ortsteile) unterteilt und zusammen drei Kongress-Distrikten zugeordnet.

### Städte
- Dapitan City
- Dipolog City

### Gemeinden
| - Baliguian - Godod - Gutalac - Jose Dalman - Kalawit - Katipunan - La Libertad - Labason - Leon B. Postigo (vormals Bacungan) - Liloy - Manukan - Mutia - Piñan (New Piñan) | - Polanco - Pres. Manuel A. Roxas - Rizal - Salug - Sergio Osmeña Sr. - Siayan - Sibuco - Sibutad - Sindangan - Siocon - Sirawai - Tampilisan |

## Geschichte
Anfänglich gehörten große Teile der nördlichen Halbinsel zu der Provinz Misamis, der Distrikt Dapitan mit dem zugehörigen Ortsteil Dipolog eingeschlossen. Um 1913 wurde Dapitan der Provinz Zamboanga mit der Hauptstadt Zamboanga City zugeordnet. 1942 verlagerte Gouverneur Felipe B. Azcuna kurzzeitig den Regierungssitz von Zamboanga City nach Dipolog. Dies gab Dipolog faktisch den Status einer Stadt. 
Mit Inkrafttreten des Republic Act Nr. 711, am 5. Juni 1952, wurde Zamboanga schließlich in zwei eigenständige Provinzen gespalten: die Provinz Zamboanga del Sur mit Pagadian und Zamboanga del Norte mit Dipolog City als jeweilige Hauptstadt.
Erwähnenswert ist zudem, dass José Rizal, der größte philippinische Volksheld, in der Zeit vom 17. Juli 1892 bis zum 31. Juli 1896 in Dapitan / Zamboanga del Norte im Exil lebte.

## Wirtschaft
Ungefähr die Hälfte des Landes ist landwirtschaftliche Nutzfläche. Bevorzugt angebaut wird Mais, Kokosnuss und Reis. Aber auch Maniok, Bananen und Mango sind verbreitete Nutzpflanzen. Die Region ist reich an Kostbarkeiten des Meeres und an Bodenschätzen wie Gold, Silber, Mangan oder Kupfer. Obgleich die Sulusee ein reichhaltiges Angebot an verschiedensten Fischarten bietet, wird vornehmlich im Norden der Provinz die Fischproduktion durch Fischzucht von Garnelen und anderen Krustentieren in großen Teichen vorangetrieben. Der kommerzielle Fischfang hat sich trotzdem in den letzten Jahren stetig erhöht, wobei die hauptsächlich gefangene Fischart, neben Sardinen und Heringen und anderen Fischarten der Südsee, der Thunfisch ist.

## Klima
Das Klima in der Region ist mild und angenehm, unterbrochen durch Perioden von gleichmäßig einsetzenden Regenfällen, insbesondere in den Monaten Mai bis November. Im südlichen Bereich hingegen gibt es durchaus länger währende Trockenperioden.

## Bildungseinrichtungen
- Jose Rizal Memorial State University

## Sehenswürdigkeiten
Zu den Sehenswürdigkeiten zählen:
- der Rizal-Schrein in Dapitan City, er liegt im Jose Rizal Memorial Protected Landscape
- Sicayab-Kliff bei Dipolog City
- Urlauberhotel „Dakak Beach Resort“
- Insel Bayangan Island vor Labason
- Der Mount Malindang National Park im Osten der Provinz
- die Insel Selinog Island
- die Insel Aliguay
- die Insel Murcielagos Island